# Myzozoa
Myzozoa is een stam binnen de Alveolatae. Hoewel veel groepen binnen de Myzozoa al lang bekend waren, werd de stam als dusdanig pas in 2004 benoemd door Thomas Cavalier-Smith & E.E. Chao.